# Angelo Raffaele Lacerenza
Angelo Raffaele Lacerenza (Barletta, 19 de abril de 1811 – Nápoles, 29 de dezembro de 1889) foi um médico, militar e escritor italiano, protagonista do risorgimento.  Suas ideias e atividade política contribuíram de maneira decisiva para o surgimento do movimento unitário no sul da Itália.
Foi graças a Lacerenza, que as façanhas de Giuseppe Garibaldi no ultramar ficaram famosas na Itália, tendo distribuído, por sua própria conta, em toda Itália,  seis mil cópias do "Decreto de Graça e Honra" concedido pelo Governo de Montevidéu aos legionários italianos.
Fez parte da Expedição dos Mil, comandando o desembarque na Sicília do '"battaglione Lacerenza"